# Sue Haden
Sue Haden (Susan Gay Haden, in erster Ehe Golder, in zweiter Willis; * 29. April 1946 in Hastings) ist eine ehemalige neuseeländische Mittelstreckenläuferin, Sprinterin und Bahnradfahrerin.
1972 schied sie bei den Olympischen Spielen in München über 800 m im Vorlauf aus.
Bei den British Commonwealth Games 1974 in Christchurch gewann sie Silber über 800 m und wurde Zehnte über 1500 m.
Viermal wurde sie Neuseeländische Meisterin über 800 m (1971–1974) und je zweimal über 400 m (1972, 1973) und 1500 m (1973, 1974).
Bei den Radsportbewerben der Commonwealth Games 1990 in Auckland gewann sie Bronze im 1000-Meter-Sprint.

## Persönliche Bestzeiten
- 400 m: 54,60 s, 29. April 1946, Hamilton
- 800 m: 2:02,04 min, 29. Januar 1974, Christchurch
- 1500 m: 4:15,86 min, 25. Juli 1973, Stockholm